# Capitol (cinematograf)

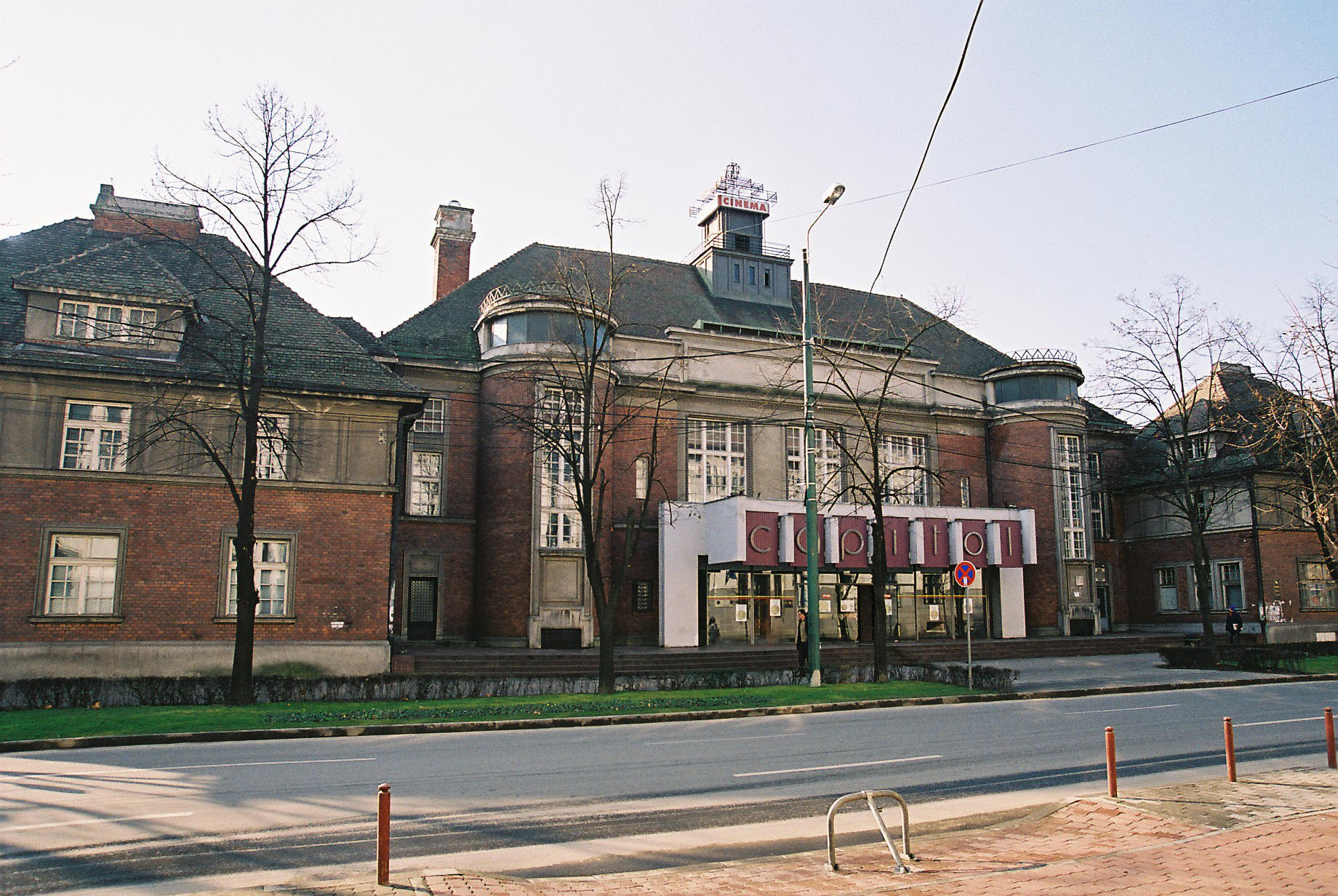
Cinematograful Capitol

Capitol este un cinematograf din Timișoara.

## Adresa
B-dul C. D. Loga nr. 2
1900 Timișoara
Timiș
România